# Les Espions
Les Espions is een Franse dramafilm uit 1957 onder regie van Henri-Georges Clouzot. Destijds werd de film uitgebracht onder de titel Spionnen.

## Verhaal
Een arts en de directeur van een psychiatrisch ziekenhuis wordt gevraagd om gedurende enkele dagen iemand onderdak te verlenen. In ruil daarvoor krijgen ze een grote som geld. De volgende dag duiken er allerlei vreemde figuren op in de kliniek, die allemaal op zoek lijken naar iemand.

## Rolverdeling
| Acteur             | Personage          |
| ------------------ | ------------------ |
| Curd Jürgens       | Alex               |
| Peter Ustinov      | Michel Kiminsky    |
| O.E. Hasse         | Hugo Vogel         |
| Sam Jaffe          | Sam Cooper         |
| Paul Carpenter     | Kolonel Howard     |
| Véra Clouzot       | Lucie              |
| Martita Hunt       | Connie Harper      |
| Gérard Séty        | Dr. Malik          |
| Gabrielle Dorziat  | Andrée             |
| Louis Seigner      | Valette            |
| Pierre Larquey     | Taxichauffeur      |
| Georgette Anys     | Sigarenhandelaar   |
| Jean Brochard      | Hoofdopzichter     |
| Bernard La Jarrige | Ober               |
| Dominique Davray   | Vrouw uit de Elzas |
| Robert Dalban      |                    |